# Deirdre Quinn
Deirdre Quinn, född 1970, är mest känd för sin roll som Miss Texas i den amerikanska filmen Miss Secret Agent (originaltitel Miss Congeniality). Utöver detta har hon medverkat i flera TV-serier, däribland Heroes där hon spelar rollen som "Texas" Tina. Andra TV-serier hon har medverkat i inkluderar CSI: Crime Scene Investigation och CSI: New York.
Deirdre Quinn gifte sig med Brett Karns den 4 april 2004.